# Atalantia ceylanica
Atalantia ceylanica là một loài thực vật có hoa trong họ Cửu lý hương. Loài này được (Arn.) Oliv. mô tả khoa học đầu tiên năm 1861.